# Brunvingad spadnäbb
Brunvingad spadnäbb (Platyrinchus leucoryphus) är en sydamerikansk tätting som vanligen placeras i familjen tyranner.

## Kännetecken

### Utseende
Brunvingad spadnäbb är en liten (12,5 centimeter) brunaktig flugsnapparliknande fågel med platt och bred näbb. Ovansidan är olivbrun med sotbruna vingar och stjärt, brett kantade i kanelrött eller rostrött. I ansiktet syns ett suddigt mönster. Tygel, ögonring och ögonstreck som vrider sig bakom örontäckarna är gulbruna. I örontäckarna och mustaschen syns svarta streck. Strupen är gulaktig. Resten av undersidan är gulbrun med ett olivfärgad band tvärs över bröstet och på bröstets sidor. Benen är blekrosa, näbben sotbrun med hudfärgad undernäbb. Liknande vitstrupig spadnäbb är mindre, har mycket kortare stjärt och mindre kontrastrik undersida. Mönstret i ansiktet är också tydligare.

### Läte
Arten är svår att på syn på och avslöjar sig oftast med sitt läte, en distinkt tre sekunder lång visslande drill som stiger i tonhöjd och avslutas med ett plötsligt tjiu.

## Utbredning och systematik
Fågeln förekommer från sydöstra Brasilien (Espírito Santo) till östra Paraguay och nordöstra Argentina. Den behandlas som monotypisk, det vill säga att den inte delas in i några underarter.

### Familjetillhörighet
Spadnäbbarna placeras vanligen i familjen tyranner. DNA-studier visar dock att Tyrannidae består av fem klader som skildes åt redan under oligocen,, varför vissa auktoriteter behandlar dem som egna familjer. Spadnäbbarna förs då till Platyrinchidae tillsammans med manakintyrann och kungsfågeltyrann ingår.

## Levnadssätt
I Paraguay föredrar fågeln öppen skog med rätt lite undervegetation, men småslyn som ger skugga och rikligt med lianer där fågeln har sin sittplats mellan utfall för att fånga insekter i luften. Den lever av leddjur, bland annat spindlar, fjärilar och gräshoppor.   Arten verkar vara beroende av urskog, men har också setts i skog påverkad av människan, bland annat i ett skogsområde betat av boskap. Den har konstaterats häcka i november i Paraguay och Brasilien. Ett bo i São Paulo placerades 4,5 meter ovan mark, i San Rafael National Park 2,5 meter.

## Status och hot
Studier visar att dess utbredningsområde visar krymper och tros minska krafitgt i antal till följd av habitatförstörelse. Internationella naturvårdsunionen IUCN kategoriserar därför arten som sårbar (VU). Världspopulationen uppskattas till mellan 3500 och 15000 individer.